# Mistrzostwa Ameryki Południowej w Piłce Siatkowej Mężczyzn 1956
II Mistrzostwa Ameryki Południowej w piłce siatkowej mężczyzn odbyły się w 1956 roku w Montevideo w Urugwaju. W mistrzostwach wystartowało 5 reprezentacji. Po raz drugi z rzędu mistrzem została reprezentacja Brazylii.

## Klasyfikacja końcowa
| Miejsce | Reprezentacja |
| ------- | ------------- |
|         | Brazylia      |
|         | Urugwaj       |
|         | Paragwaj      |
| 4.      | Peru          |
| 5.      | Chile         |